# 교향곡 4번 (본 윌리엄스)
《교향곡 제4번 바단조》는 랠프 본 윌리엄스가 1931년부터 1934년까지 작곡한 교향곡으로 전 3편은 모두 표제교향곡이며 표제가 없는 교향곡은 이것이 처음이다.
초연은 1935년 4월 10일 아드리안 볼트 지휘 BBC 교향악단에 의해 이루어졌다. 청중 중 상당수는 전작과 다른 대담한 불협화음과 혹독하고 격렬한 음악에 당황했다고 한다.
친구인 작곡가 아놀드 박스에게 헌정되었다.

## 특징
본 윌리엄스가 1935년 자신의 4번째 교향곡에 쓴 음악 어법의 특이성이 가져온 충격에 대해 여러 평론가들은 과장하곤 한다. 이 작품이 그의 다른 교향곡에 비해 극히 새로운 방향을 제시하고 있는 것은 사실이다. 기존의 작품에서 본 윌리엄스가 이토록 폭력적인 분노를 표출하거나 발산한 적은 없다. 또한 기존의 3개의 교향곡은 모두 음악적 이해를 돕는 표제가 붙어 있지만 여기서 본 윌리엄스는 처음으로 특정한 표제를 제시하지 않았다.
이러한 거친 음악 언어는 그가 1927년과 1930년 사이에 작업한 '욥'의 <춤을 위한 가면극>에 등장하는 사탄의 음악에나 등장할 법한 것이었다. 물론 이 작품에서 따스한 서정성을 담은 부분 또한 등장하는 것은 사실이다. 이 곡에서처럼 도입부에 등장하는 두 개의 주제가 곡 전체를 지배하는 조밀하고 탄탄한 짜임새는 전에 없던 전혀 새로운 작품 구성법이었다. 이러한 구성상 특징과 언어의 집착적 성격은 베토벤의 교향곡 제5번에 기원하는 듯하다. 이러한 면에서 이 작품은 본 윌리엄스의 작품 중 가장 고전적 성격을 가졌다고 볼 수 있다.
도입부는 소나타 형식으로, 뒤틀어지고 불안정한 제2주제들이 이끄는 날카롭고 사악한 기운이나 불협화음과 대조를 이룬다. 슬픔에 젖은 듯한 안단테 부분에는 F단조 반음계가 주는 불안감이 지배적이다. 뒤따르는 3악장은 악마적 에너지를 담은 오케스트라의 질주로 이루어지는 급작스러운 스케르초라고 할 수 있다. 길게 늘여진 페달톤의 쓰임은 푸가 형식의 에필로그를 이끌어 내는 거친 피날레로 곡을 진행시키며 곡 전체를 지배하는 두 주제를 그 한계선까지 발전시켜 나간다. 한편 이 연주에는 본 윌리엄스가 의도한 긴장감과 공포가 살아 있다.

## 악기편성
플루트3 (2번은 피콜로 겸함), 오보에3 (3번은 잉글리시 호른 겸함), 클라리넷2, 베이스 클라리넷, 바순2, 콘트라바순, 호른4, 트럼펫3, 트롬본3, 튜바, 팀파니, 작은북 트라이앵글, 큰북, 심벌즈, 현5부.

## 연주시간
- 약 35분

## 구성
4악장으로 구성되있다. 아래 두 가지 동기가 전곡을 통해 사용된다.
- 반음 하강을 2개 조합한 기본 동기 (BACH 주제를 이조하고 후반 2음을 반음 낮춘 것):

- 4도 상승에 따른 동기:

레너드 번스타인은 영피플스 콘서트에서 본곡을 구성하는 단 두번의 음정에 초점을 맞춘 아나리제를 선보였다.

### 제1악장
Allegro (빠르게), 소나타 형식. 불협화음을 동반한 투티에 의한 첫 번째 주제는 반음계적이며 파생되듯이 기본 동기와 4도 상승 동기가 나타나 강조된다. 두 번째 주제는 다소 템포를 늦추고 현악기에 의해 열정적으로 노래된다. 소결미의 주제는 제시부에서는 움직임이 있는 저음을 동반하여 광소적이지만 재현부에서는 약주에 의한 신비로운 울림으로 변모하여 그대로 사라지도록 악장을 마친다.

### 제2악장
Andanto Moterato (조금 느리게), 4도 상승 동기를 이용한 관악기에 의한 불안한 코랄의 서주로 시작한다. 주제는 피치카트의 저현을 동반한 바이올린 선율에서 시작하여 점차 다성적이 되어 간다. 서주의 코랄을 동반한 정점을 두 번 만들어낸 후 재현되는 주제는 서서히 가라앉아 간다. 종결부에서는, 약음기가 달린 트롬본이 기본 동기를 연주하는 가운데, 플루트가 공허한 카덴자로 이행해 악장을 마무리한다.

### 제3악장
Scherzo. Allegro Molto (스케르초. 매우 빠르게), A-B-A-B-코다 형식. A의 주제는 4도 상승 동기를 포함하는 선율과 기본 동기 응답으로 구성된다. B는 파곳과 튜바로 시작하는 완만한 후거트로 역시 4도 상승 동기로 구성된다. 극단적으로 단축된 두 번째 B 후 코다가 되어 조용히 꿈틀거리는 저음 위에 과거 악장의 선율이 재현, 나아가 기본 동기가 기세를 더해간 곳에서 다음 악장으로 끊임없이 이행한다.

### 제4악장
Allegro Molto (매우 빠르게), 3부 형식에 푸가토에 의한 코다가 이어지는 구성. 주부는 개방적인 주제로 시작하여 행진곡의 리듬을 타고 기본 동기의 변형이 출현하게 된다. 중간부에서는 제1악장과 제3악장 종결부가 재현된다. 코다는 기본동기를 전개하는 푸가토로 4번의 동기나 주부주제가 대성률로 표현된다. 그 정점에서 제1악장의 첫머리가 재현되면 4도 상승동기에 이끌린 불협화음을 내리치듯 종결한다.

## 참고 문헌
- 죽기 전에 꼭 들어야 할 클래식 1001, 2009. 6. 1., 매튜 라이, 스티븐 이설리스, 이경아, 이문희